# Інфляція

Рівень інфляції у світі станом на квітень 2024 року

Інфля́ція (від лат. inflatio — роздуття) — тривале зростання загального рівня цін, що відображує зниження купівельної спроможності грошової одиниці.

## Сутність
Основними факторами інфляції є монетарні та немонетарні параметри. До монетарних факторів інфляції відносять переповнення каналів грошового обігу грошима, внаслідок чого відбувається знецінення грошей та зниження їхньої купівельної спроможності. До немонетарних факторів належить підвищення попиту на товари та послуги, збільшення витрат виробництва, сезонні фактори тощо. Проявляється зростанням загального рівня цін та зниженням купівельної спроможності грошей.
Кількість товарів, ціни на які зростають, та тривалість процесу зростання цін є важливими характеристиками поняття інфляції. Наприклад, слід вирізняти відносне зростання цін, за якого ціни на окремі товари (послуги) зростають значно швидше (нафта, наприклад), ніж інші, або ж останні можуть залишатися постійними. Відповідно, зростання цін в одному періоді та відсутність або ж надто слабке зростання в наступних не є інфляцією.
Через складність інфляційних процесів існують суперечності між різними економічними школами щодо пояснення причин її виникнення. Наприклад, згідно з монетарною теорією «інфляція завжди і всюди є грошовим феноменом» (Мілтон Фрідман). При цьому визначення процесу зростання цін як грошового явища можливе лише за умови безперервності і тривалості в часі процесу зростання цін. Збільшення грошової маси (створення нових грошей) може призводити до зростання цін, однак цілком очевидним цей взаємозв'язок стає лише за високого зростання пропозиції грошей. Окрім збільшення пропозиції грошей, існує досить багато причин виникнення і розвитку інфляційних процесів.
Основними негативними наслідками інфляції є падіння рівня життя населення. Найбільше страждають групи населення з фіксованим доходом — наприклад, особи, що отримують заробітну плату або ж соціальну допомогу від держави. Відбувається також погіршення очікувань щодо макроекономічної ситуації в майбутньому, що приводить, зокрема, до зниження ділової активності (через інвестиційну складову).
«Інфляція — це податок, що може вводитися без прийняття закону», — зазначив засновник монетаризму Мілтон Фрідман. Зростання цін призводить до зменшення реальної вартості утримуваних грошей (наприклад, зростання цін на 10 % має той же ефект, що й додатковий податок при купівлі цього товару). В той же час уряд здобуває вигоду від інфляції, оскільки відбувається збільшення доходів внаслідок зростання номінальних значень вартості товарів (бази оподаткування).
Інфляція є протилежністю дефляції, котра проявляється в падінні рівня цін, що, своєю чергою, є підвищенням купівельної спроможності грошей.

## Особливості термінології
Сучасні мейнстрімні економісти ототожнюють інфляцію із загальним зростанням загального рівня цін. Однак, так було не завжди. «Інфляція» (лат. inflatio) буквально означає «роздуття», «дефляція» (лат. deflatio) — «здуття». До Другої світової війни терміни «інфляція» та «дефляція» використовувалися саме для опису збільшення («роздуття») або зменшення («здуття») грошової маси. Загальне зростання рівня цін розглядалося як один з багатьох наслідків роздуття (інфляції) грошової маси. Відповідно, зниження рівня цін вважалося наслідком здуття (дефляції) грошової маси. Однак під впливом «кейнсіанської революції» у середині 1930-х років значення термінів «інфляція» і «дефляція» почало змінюватись, а до 1950-х років в економічній літературі «інфляція» стала означати зростання загального рівня цін, а «дефляція» — зниження загального рівня цін.

… те, що сьогодні більшість називає інфляцією і дефляцією, більше не є значним збільшенням або зменшенням пропозиції грошей, а являє собою їхні невблаганні наслідки — загальну тенденцію до збільшення або зменшення товарних цін і ставок заробітної плати. Ці термінологічні нововведення ні у якому разі не є безневинними. Вони відіграють важливу роль у підсиленні поширеної схильності до інфляціонізму.

— Людвіг фон Мізес. Людська діяльність: Трактат з економічного теорії, 1949

## Характеристики

### Показники інфляції
Темпи інфляції визначаються як величина зміни індексів цін, що, своєю чергою, є вираженням вартості набору товарів (послуг) в певний період часу, %. Найпоширенішим показником для розрахунку інфляції є:
- індекс споживчих цін (ІСЦ, англ. CPI — Consumer Price Index);
- індекс цін виробників (ІЦВ, англ. WPI — Wholesale Price Index, PPI — Production Price Index);
- дефлятор ВВП (англ. GDP deflator).

Зручність використання ІСЦ полягає насамперед у використанні досить великої кількості товарів (Державний комітет статистики України використовує споживчий кошик з 296 компонентів) та висока частота оновлення даних статистичними органами (зазвичай місяць), тоді як дані щодо дефлятора ВВП, що хоча й охоплює більшу кількість товарів, розраховуються лише щоквартально.
Індекс цін ({\displaystyle I\,}) — це відношення рівня цін в період t ({\displaystyle P_{t}\,}) до рівня цін базового періоду ({\displaystyle P_{b}\,}), тобто:
{\displaystyle I=P_{t}/P_{b}\times 100\%.}
Індекс цін можна використовувати для визначення зміни купівельної спроможності грошової одиниці:
{\displaystyle {J}_{m}={\frac {1}{J}}_{p},}
де {\displaystyle J_{m}\,} — поточна вартість грошової одиниці, {\displaystyle J_{p}\,} — індекс цін, базою розрахунку є порівнюваний період.
Темп зростання цін визначається як відношення індексу цін поточного періоду до індексу цін попереднього періоду у відсотках за вирахуванням бази індексу (1 або 100 %). Наприклад:
{\displaystyle p=\left({\frac {P_{t}}{P_{t-1}}}-1\right)\times 100\%}
Темп інфляції (або ж для кращого вирізнення їх в окремий показник — рівень інфляції) відображає зміну цін за триваліший період часу, зазвичай рік (досить часто використовують поняття «поточного року», тобто дані щодо показника за останні 12 місяців).
Річний рівень інфляції використовують для обчислення реальної процентної ставки за допомогою формули Фішера:
{\displaystyle {i}={r}+{p}\,}
де:
{\displaystyle {p\,}} — рівень інфляції,
{\displaystyle {r\,}} — реальна процентна ставка,
{\displaystyle {i\,}} — номінальна процентна ставка.
За даної суми грошей і відсоткової ставки можна розрахувати майбутній обсяг грошей, виходячи з формули складних відсотків:
{\displaystyle {S(t+n)}={S(t)}\times {(1+i)^{n}},}
де {\displaystyle S(t+n)\,} — майбутня сума, {\displaystyle S(t)\,} — початкова сума, {\displaystyle i\,} — відсоткова ставка, {\displaystyle n\,} — кількість періодів, на які нараховуються відсотки.
І навпаки, за обіцяної в майбутньому грошової винагороди можна визначити її поточну вартість:
{\displaystyle {S(t)}={\frac {S(t+n)}{(1+i)^{n}}},}

### Типи
За величиною темпів розрізняють такі типи інфляції :
- повзуча інфляція — проявляється в тривалому поступовому зростанні цін (не більше 10 % на рік);
- галопуюча інфляція — зростання цін темпами в межах 10-50 % в річному вимірі;
- гіперінфляція — з дуже високими темпами зростання цін (сотні, тисячі та ін. відсотків зростання цін в річному вимірі).

Інфляцію можна розподілити також на такі складові:
- базова інфляція[7] (є мірою інфляції попиту, наприклад, може обумовлюватися перевищенням сукупного попиту свого довгострокового рівноважного рівня);
- вузька базова інфляція — зміна цін імпортованих товарів, що відображає таким чином вплив зміни обмінного курсу.
- небазова інфляція (відображає вплив факторів пропозиції), остання охоплює зміну цін, що регулюються адміністративно, зміну цін на товари з малим ступенем обробки (сирі овочі, фрукти та ін.), а також зміну цін на паливо.

### Види
- Помірна інфляція спостерігається тоді, коли ціни зростають повільно — до 10 % за рік. За такої інфляції ціни відносно стабільні, люди охоче заощаджують гроші, бо їхня вартість мало знецінюється.
- Передбачена — це інфляція, яку учасники ринкового процесу очікували і захистилися від її згубних впливів.
- Непередбачена інфляція є несподіваною для економічних суб'єктів.
- Збалансованою є інфляція, в процесі якої відносні ціни не змінюються.
- Незбалансована інфляція супроводжується зміною відносин цін товарів, послуг та ресурсів, тобто ціни на товари змінюються неоднаковими темпами.
- Прихована інфляція — інфляція, що виникає внаслідок товарного дефіциту, що супроводжується прагненням державних органів утримати ціни на колишньому рівні.

### Причини виникнення інфляції
- надмірне збільшення пропозиції грошей (класичний приклад — монетизація дефіциту державного бюджету (причина гіперінфляції в Україні в 1990-х роках)[джерело?];
- обмеження пропозиції (інфляція пропозиції), що зазвичай викликає зростання цін на сировинні товари, а також на товари з вищим ступенем обробки через вторинні ефекти;
- надлишковий споживчий попит в економіці (інфляція попиту), причиною якого можуть бути надто м'які кредитні умови та ін.;
- інфляція в інших країнах за суттєвих обсягів імпорту (імпортована інфляція), підвищення цін на імпортні товари;
- девальвація національної валюти (збільшує ціну імпортованих товарів, погіршує економічні очікування);
- зростання очікувань щодо зростання цін в майбутньому (інфляційних очікувань).

## Наслідки інфляції
Соціальні наслідки. В умовах істотної інфляції зростає розрив в реальних доходах між видами соціальних груп, погіршується становище осіб з фіксованим доходом (наприклад, пенсіонерів, службовців, студентів, чиї доходи формуються за рахунок держбюджету). Зростає соціальна нестабільність і дефіцит бюджету (ефект Танзі-Олівера).
Наслідки для економічного зростання. Інфляція є прихованим податком (див. інфляція як податок), зокрема, на заощадження, оскільки знижує стимул до нагромадження. Заощадження в формі готівки або ж депозитів скорочуються та відбувається зміщення до нагромадження натуральних речей, як от нерухомість, коштовності (золото тощо). Інфляція змінює співвідношення між заощадженнями та споживанням, спотворює обчислення прибутків підприємцями. Найбільше викривлення інфляцією інформації про прибутки відбуватиметься на підприємствах за капіталом, придбаним до виникнення інфляції. Викривлені інфляцією прибутки спотворюють розподіл ресурсів на ринку та спричиняють збільшення інвестицій у виробництво з більшим співвідношенням між капіталом та продуктом, зменшуючи інвестиції в інші виробництва. Таким чином виробники переорієнтовуються на випуск товарів низької якості, зменшується активність у видах діяльності, що потребують довгострокових інвестицій.
Політичне середовище. Інфляція негативно впливає на сприйняття громадськістю влади. Наприклад, прагнення державних органів одержати за допомогою емісії додаткові засоби для вирішення невідкладних завдань найчастіше лише прискорює інфляцію. Знижується довіра до діяльності уряду, до запланованих програм та реформ.[джерело?]
Вплив інфляції на зовнішньоекономічні зв'язки. Найбільш узагальненим наслідком її є падіння курсу національної валюти відносно валют країн, де інфляція відсутня чи розвивається нижчими темпами. Падіння курсу відбувається нерівномірно і неадекватно зниженню купівельної сили грошей на внутрішньому ринку. При спробах держави втручатися у зовнішньоекономічні і валютні відносини виникають розбіжності між офіційним і ринковим курсом валюти, формується кілька ринкових курсів тощо. Усі ці явища дезорганізують зовнішньоекономічні зв'язки, вносять до них значний спекулятивний елемент (див. спекуляція), стримують приплив іноземного капіталу, погіршують платіжний баланс країни, її валютне становище, підривають її позиції на світовому ринку[джерело?]

## Динаміка інфляції в Україні
У період 1993—1995 років Україна пройшла крізь період гіперінфляції. У 1992 році найвищим номіналом була купюра в 100 купонокарбованців. До 1995 року найбільшим номіналом став мільйон купонокарбованців.
В 1992 році новий український карбованець обмінювався на колишній радянський рубль за курсом один до одного. У 1996 році, в період переходу від купонокарбованця до гривні, обмінний курс становив 100 000 купонокарбованців за одну гривню. Знецінення купонокарбованців за період їхнього обігу становив приблизно 140 % на місяць.
Найбільші стрибки інфляції відбулися в 2008 році (Глобальна фінансова криза 2008 року) та з 2014 року (Економічна криза в Україні з 2013).
НБУ визначив наступний прогноз рівня базової інфляції в Україні на найближчі роки: на кінець 2018 року він становитиме 8,9 %; на кінець 2019 року — 5,8 %, а у 2020 році уповільниться до 5,0 % і, таким чином, досягне центрального значення цільового діапазону (5,0 % ± 1 відсотковий пункт).
В 2021 році, за даними Держстату України, в Україні на споживчому ринку зафіксовано найбільший рівень інфляції з 2017 року, яка склала за рік 10,0 %.
У жовтні 2022 року споживчі ціни в Україні зросли на 26,6 % у річному вимірі, прискорившись проти 24,6 % місяцем раніше, — про це свідчать дані Держстатистики. Інфляція на споживчому ринку в жовтні порівняно із вереснем становила 2,5 %, з початку року — 24,8 %. Базова інфляція в жовтні порівняно з вереснем становила 1,9 %, з початку року — 20,1 %.
У вересні 2023 року споживчі ціни в Україні зросли на 0,5 %. У попередні місяці було зафіксоване зниження цін: у серпні — на 1,4 %, у липні — на 0,6 %.
Впродовж 2023 року інфляція знизилась з 26 % до рівня 5 %, а економіка продемонструвала зростання, — про це повідомив голова Нацбанку Андрій Пишний в інтерв'ю каналу «Ми — Україна».
У листопаді 2024 року інфляція в Україні пришвидшилася до 11,2 % у річному вимірі. У наступні місяці інфляція в річному вимірі, вірогідно, продовжить зростати. Очікується, що інфляція сповільниться у 2025 році й надалі прямуватиме до цілі 5 %, — про це повідомив голова НБУ Андрій Пишний під час пресбрифінгу щодо рішень з монетарної політики.

## Причини інфляції
В економічній науці існує багато підходів щодо причин інфляції.

### Австрійська школа та вільний ринок
За визначенням Мюррея Ротбарда, випуск банками (нині центральним банком) банкнот в обсягах, більших за накопичений резерв «твердої валюти» (золото, срібло, монети з коштовних металів) може називатись інфляцією. Друк нових грошей може призводити до зростання цін, однак через складну природу ціноутворення співвідношення між кількістю надрукованих грошей та цінами не лінійне. Зростання цін може бути викликане багатьма іншими чинниками, окрім інфляції.
За визначенням Йорґа Гвідо Гюльсманна, інфляція — це збільшення номінальних обсягів будь-якого засобу обміну більше, за те, яке б відбулось в умовах вільного ринку. Оскільки вільний ринок має широке тлумачення, то інфляцію можна звузити до «збільшення пропозиції грошей через порушення прав власності».
Розширення кредитів також впливає на пропозицію грошей і може спричинити інфляцію. Відповідно до Австрійської теорії, штучне заниження облікової ставки центральним банком є основною причиною виникнення економічних циклів. Державні позики у банків також спричиняють інфляцію, оскільки створюють «замінники грошей».
Збільшення пропозиції грошей не приносить користі суспільству, воно корисне для одних коштом інших. Ті, хто першими отримують новостворені гроші, виграють, останні — втрачають. Підприємства та клієнти банку виграють (принаймні, в короткій перспективі), оскільки першими отримують нові гроші. Споживання товарів у тих, хто виграє від інфляції, буде змінене новоствореними грошима, тому нові ціни після завершення стабілізації збільшаться не рівномірно. Купівельна спроможність грошової одиниці впаде, але не пропорційно для всіх товарів на ринку. Оскільки ціни на деякі товари зростуть більше за інші, дехто отримає постійний прибуток від інфляції, а дехто — постійні збитки.
Випуск сертифікатів на неіснуючі резерви, тобто інфляція, на вільному ринку вважається шахрайством, що тягне за собою покарання. В країнах з паперовими грішми та центральним банком, що має монопольне право на створення грошей, інфляція вважається одним з інструментів централізованого впливу та керування економікою (див. монетарна політика). Відповідно, урядові заходи з «подолання інфляції», «послаблення інфляційного тиску» тощо, абсурдні за своєю природою. «Оподаткування споживання з метою послаблення надлишкового попиту» є подвійним тягарем для громадян: спочатку знецінюючи заощадження через здуття пропозиції грошей, а вдруге — через оподаткування та перерозподіл ресурсів.
Людвіг фон Мізес про інфляцію:
Захисники урядового контролю не можуть обійтись без інфляції. Вона потрібна їм для того, щоб вони мали кошти для проведення своєї політики марнотратства, витратного субсидування та підкупу виборців… Явище інфляції — це фіскальний прояв етатизму та безконтрольного уряду. Це частина цілого комплексу політик та інститутів, які поступово ведуть до тоталітаризму.
Значну увагу питанням грошей та інфляції приділяв інший представник Австрійської школи економіки Ганс Зенгольц (1922—2007). Висновки Зенгольца щодо причин інфляції: зменшення свободи в монетарній сфері та посилення державної влади над грошима призвели до нашої епохи інфляції. Крок за кроком держава встановлювала контроль над грошима не лише як над важливим джерелом державного доходу, але й як над життєво важливим командним пунктом економікою. Результат — триваюча інфляція. Звідси Зенгольц виводить наступне: тільки монетарна свобода може забезпечити стабільність.

### Монетарна концепція
Зараз переважно розглядають монетарний і немонетарний підходи до причин інфляції.
Згідно з монетарною концепцією американського економіста Мілтона Фрідмана, одна із головних умов виникнення інфляції полягає у швидшому зростанні грошової маси у порівнянні з ростом обсягу реального продукту, внаслідок чого виникає надлишок грошей, який призводить до їхнього знецінення та зростання цін.
Сутність монетарної теорії можна показати таким рівнянням:
{\displaystyle {M}\times {v}={P}\times {Y}},
де {\displaystyle {M}\,} — грошова маса,
{\displaystyle {v}\,} — швидкість обігу грошей,
{\displaystyle {P}\,} — рівень цін,
{\displaystyle {Y}\,} — обсяг вироблених товарів та послуг за період, заміною якого зазвичай є реальний ВВП. Таким чином:
{\displaystyle P={\frac {{M}\times {v}}{Y}}},
та, припускаючи незмінною швидкість обігу грошей, зміна рівня цін залежатиме від перевищення темпів зростання грошової маси над зростанням обсягу вироблених товарів та послуг.

### Новокейнсіанський підхід
Новокейнсіанський підхід пояснює причини інфляції очікуваннями щодо цін в майбутньому та надлишком сукупного попиту (призводить до зростання витрат виробництва, що тягне за собою зростання цін і зростання заробітної плати) — «новокейнсіанська крива Філіпса».